# Leslie Hope
Leslie Hope (ur. 6 maja 1965 w Halifaksie, Nowa Szkocja) – kanadyjska aktorka.

## Filmografia
- 1989: Wojna i pamięć jako Madeleine Henry
- 1990: Men at Work
- 1999: Zanim do tego dojdzie jako Alice
- 1999: Niezłomny duch
- 1999: Kręgi na wodzie jako Arabella Bauer
- 1999: Zabłąkane duchy jako Charlotte
- 2000: RoboCop jako Ann R. Key
- 2000: Wybawca jako Leslie Delongpre
- 2000: Maska diabła jako Rosemary Newley
- 2001: Sanktuarium jako Kirby Fitzsimmons
- 2001: Skradziony cud jako sierżant Jane McKinley
- 2001: 24 godziny jako Teri Bauer
- 2002: Znamię jako Charisse Darrow
- 2002: 24: The Postmortem jako ona sama
- 2002: 24 Heaven jako ona sama
- 2003–2004: Line of Fire jako Lisa Cohen
- 2003: Niespodziewana miłość jako Kate Mayer
- 2003: Incredible Mrs. Ritchie, The jako Joan
- 2003: Death and Life of Nancy Eaton, The jako Sarah
- 2004: Meltdown jako Zoe Cox
- 2004: Otwarte serce jako dawca
- 2004: H2O jako sierżant Collins
- 2004: Human Cargo jako Charlene Fischer
- 2006: Uciekinierzy jako Lily Rader
- 2006: Karol. Papież, który pozostał człowiekiem jako Julia Ritter
- 2008: Po Prostu Walcz jako Margot Tyler